# Skála (ort i Grekland, Attika)
Skála (Scala) är en ort i Grekland.   Den ligger i prefekturen Nomós Piraiós och regionen Attika, i den sydöstra delen av landet, 40 km sydväst om huvudstaden Aten. Skála ligger 148 meter över havet och antalet invånare är 448. Den ligger på ön Nisí Agkístri.
Terrängen runt Skála är kuperad söderut, men norrut är den platt.  Närmaste större samhälle är Aegina, 7,0 km nordost om Skála. 